# Giacomo Cantelli
Pour les articles homonymes, voir Cantelli.
Giacomo Cantelli de Vignola, né en février 1643 à Montorsello, près de Vignola, et décédé le 30 novembre 1695, est un cartographe italien.

## Biographie
Il naît en février 1643 à Montorsello, près de Vignola.
Il suit ses études à Bologne, puis  travaille comme secrétaire pour le marchand Obizzi (it) de Ferrare. Il part ensuite à Venise, où il est plus connu comme géographe. Il se rend à Paris, probablement en accompagnant l'ambassadeur de France à Venise, et se retrouve à la cour de Louis XIV. En 1685 il fut nommé géographe et bibliothécaire de François II, duc de Modène. Il fit pour ce prince deux globes qui font l’ornement de la bibliothèque ducale. Il avait aussi commencé une carte particulière des États du duc de Modène, qui fut achevée par Vandetti. Les cartes du Mercurio geografico de Giovanni Giacomo De Rossi, Rome, 1692, in-12, sont encore de Cantelli.
Cantelli a aussi publié, avec une préface, trois dialogues latins de l’abbé Bacchini, 1692, in-12, réimprimés en 1740 ; et inséré quelques articles dans le journal du même Baccchini pour 1663.

## Galerie

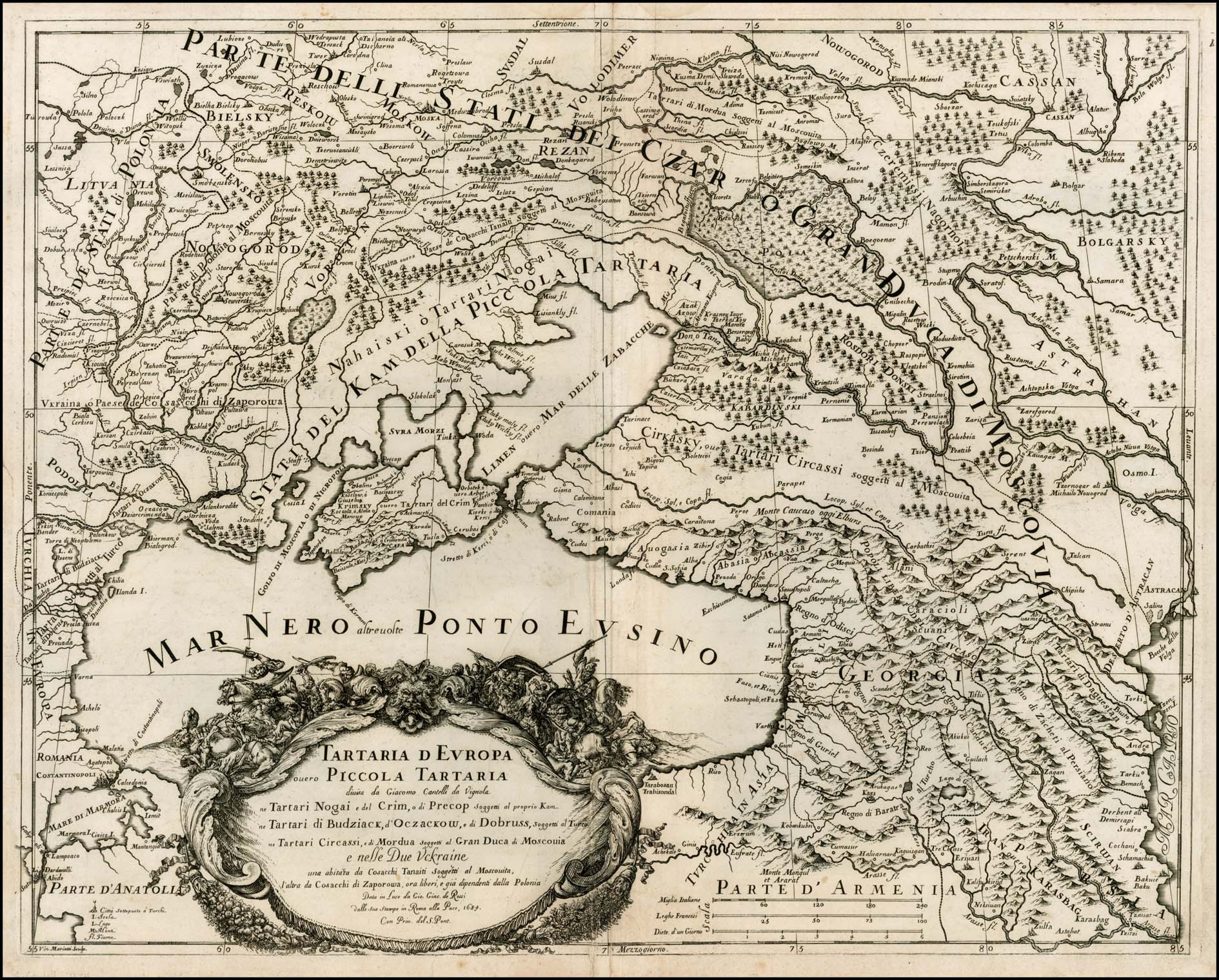
Carte de la Tartarie d'Europe ou Petite Tartarie (Tartaria d'Europa ouero Piccola Tartaria)
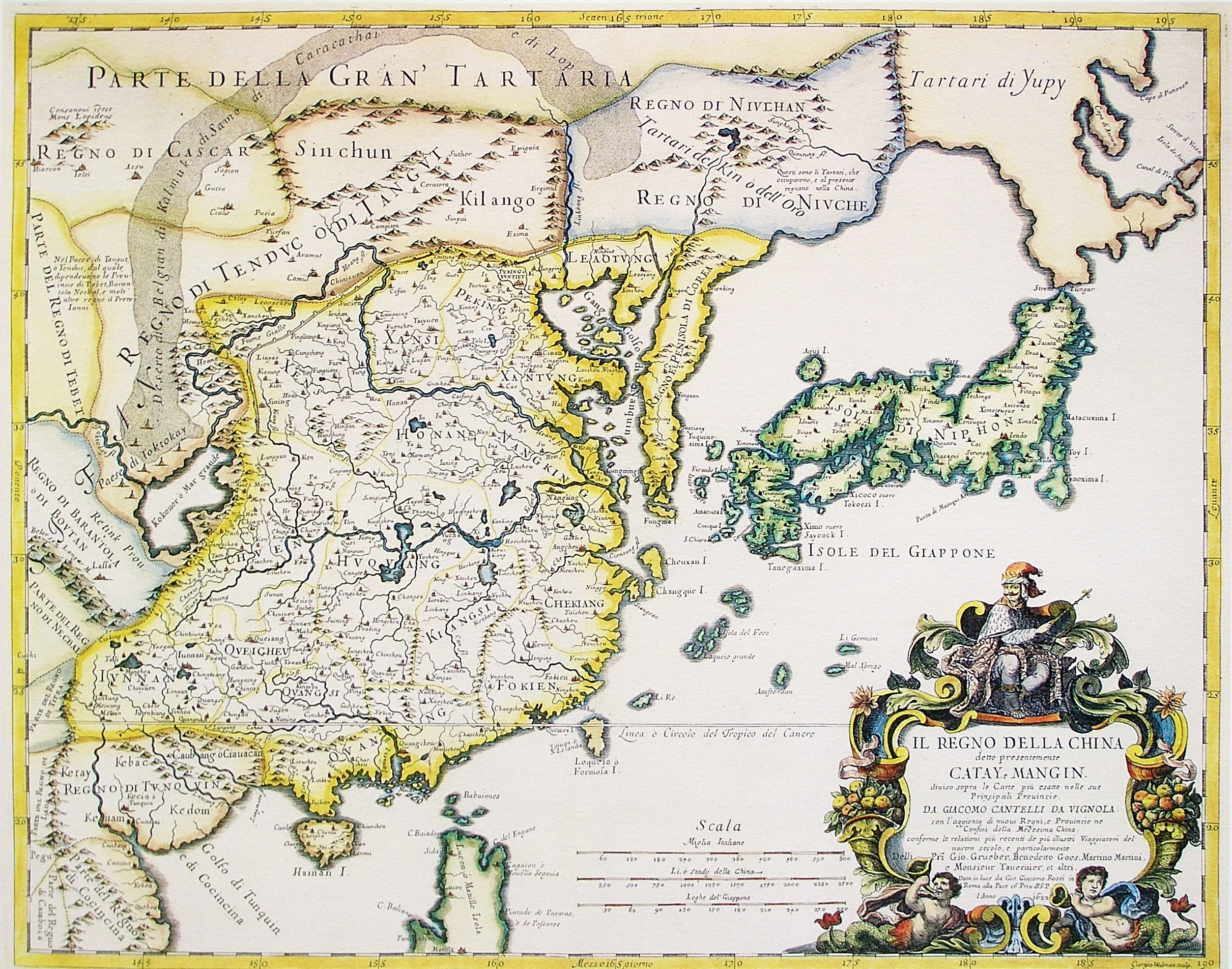
Carte Le Règne de la Chine dite actuellement Catay et Mangin (Il Regno della China detto presentemente Catay e Mangin )
Partie de la Slovénie (Parte della Schiavionia)